# Bryggeriet Odense
Bryggeriet Odense var et dansk bryggeri, oprettet 4. maj 1876, udvidet med en mineralvandsfabrik 1915 og overtaget af Albani Bryggerierne i 1934. Bryggeriets direktør Marstrand-Svendsen blev da direktør for Albani.
Direktører:
- 1876-1892 Vilhelm Sørensen
- 1892-1918 Johan Bloch (død 1918)
- 1918-1934 Jens Aage Marstrand-Svendsen (1880-1964)

Bestyrelsens formænd:
- Bankdirektør L. Larsen
- Landstingsmand, redaktør Jørgen Pedersen
- Købmand Ernst Brandt
- Landstingsmand, konsul Frederik Hey (1857-1925)
- Bankdirektør Georg Jacobsen (1874-1960)